# Aromobatidae
Aromobatidae – rodzina płazów z rzędu płazów bezogonowych (Anura). Do rodziny tej należy 5 rodzajów wyodrębnionych na podstawie badań molekularnych z rodziny drzewołazowatych.

## Zasięg występowania
Większość gatunków tej rodziny występuje w Ameryce Południowej, na wschodnich zboczach Andów, w całym regionie Amazonii, choć niektóre gatunki zamieszkują Amerykę Środkową i Małe Antyle.

## Charakterystyka
Małe płazy o szarym lub brązowym zabarwieniu skóry. Nie potrafią odosobnić trujących alkaloidów w ich skórze, dlatego nie są toksyczne. Większość gatunków spędza życie na lądzie i są aktywne całą dobę (oprócz Aromobates nocturnus, który jest gatunkiem wiodącym nocny i wodny tryb życia).

## Systematyka
Do rodziny Aromobatidae należą następujące podrodziny:
- Allobatinae Grant, Frost, Caldwell, Gagliardo, Haddad, Kok, Means, Noonan, Schargel & Wheeler, 2006
- Anomaloglossinae Grant, Frost, Caldwell, Gagliardo, Haddad, Kok, Means, Noonan, Schargel & Wheeler, 2006
- Aromobatinae Grant, Frost, Caldwell, Gagliardo, Haddad, Kok, Means, Noonan, Schargel & Wheeler, 2006

oraz takson o niepewnej pozycji systematycznej i niesklasyfikowany w żadnej z podrodzin:
- „Prostherapis” dunni Rivero, 1961